# Ruta 5 (Bolivien)
Die Ruta 5 ist eine Nationalstraße im südamerikanischen Andenstaat Bolivien.

## Streckenführung
Die Straße hat eine Länge von 898 km und durchquert den bolivianischen Altiplano von Nordosten nach Südwesten, von der Cordillera Oriental bis zur Cordillera Occidental. Die Straße durchquert die Departamentos Santa Cruz, Cochabamba, Chuquisaca und Potosí. Sie beginnt im Nordosten als Abzweigung von der Ruta 7 bei La Palizada und endet im Südwesten bei der Ortschaft Hito LX  an der chilenischen Grenze.
Von ersten etwa 80 Kilometer ab La Palizada werden (Stand 2018) gerade asphaltiert, die folgenden etwa 540 Kilometer bis Uyuni sind vollständig asphaltiert. Die restlichen 260 km südwestlich von Uyuni sind wiederum nicht asphaltiert.

## Geschichte
Die Ruta 5 ist mit Dekret 25.134 vom 31. August 1998 zum Bestandteil des bolivianischen Nationalstraßennetzes "Red Vial Fundamental" erklärt worden.

## Streckenabschnitte

### Departamento Santa Cruz
- km 000: La Palizada
- km 005: Pulquina
- km 006: San José de la Capilla
- km 042: Saipina

### Departamento Cochabamba
- km 129: Einfahrt Aiquile
- km 133: Ausfahrt Aiquile

### Departamento Chuquisaca
- km 185: Puente Arce
- km 201: Bella Vista
- km 206: Surima
- km 214: Chuqui Chuqui
- km 225: Chaco
- km 234: Mojotoro
- km 269: Sucre
- km 291: Yotala
- km 323: Puente Mendez

### Departamento Potosí
- km 354: Millares
- km 407: Betanzos
- km 438: Potosí
- km 525: Visigsa
- km 532: Pelca (Tomave)
- km 562: Ticatica
- km 626: Pulacayo
- km 646: Uyuni
- km 761: Julaca
- km 788: San Juan de Rosario
- km 828: San Pedro de Quemes
- km 898: Hito LX